# Янкер, Кристоф
Кри́стоф Я́нкер (нем. Christoph Janker; 14 февраля 1985, Хам) — немецкий футболист, защитник.

## Клубная карьера
В 2003 году Кристоф впервые сыграл за вторую команду «Мюнхен 1860», до этого он тренировался три года в детско-юношеских футбольных клубах Мюнхена. За основной состав сыграл всего четыре игры, было понятно, что клубу-то он в общем и не нужен. В 2006 году Кристоф перешёл в «Хоффенхайм», где и стал знаменитым игроком. В этом состояла основная концепция команды — покупать игроков ранее не известных. С «Хоффенхаймом» Кристоф выиграл Регионаллигу, Вторую Бундеслигу и вышел в первую бундеслигу, где едва не произошла сенсация — по итогам чемпионата «Хоффенхайм» стал седьмым. А Кристоф после удачного сезона 2 июня 2009 года перебрался в команду с более высоким уровнем — «Герту».

## Ситуация с допингом
21 февраля 2009 года Кристоф вместе с одноклубником Андреасом Ибертсбергером опоздали на допинг-контроль на 10 минут. Они приняли участие в посематчевом собрании и только после него отправились сдавать допинг-тесты. 6 марта комиссия немецкого футбольного союза приняла решение не дисквалифицировать футболистов, поскольку имела место ошибка допинг-офицера, который сообщил имена игроков, приглашавшихся на допинг, клубному врачу не за 15 минут до конца матча, а несколько позже. Эта ситуация получила широкий резонанс в Германии.